# Lustgården (pornografisk film)
Lustgården är en svensk pornografisk film från 2000 av regissören Mike Beck.

## Rollista
- Ingrid Swede – Ingrid
- Alexandra Hjort – Alexandra
- Dora Venter – Claudia
- Aya Nielsen – hembiträdet
- Karma – Selma som ung
- Göran Vänster – Runar
- Porno Lasse – Egon
- Märtha Karlsson – Selma
- Samson Biceps – Per-Anders
- Åke Gustavsson – Samuel
- Ronny Nielsen – Birger
- Shavon Smith – Astrid
- Marina Linder – flicka på picknick
- Tina Svahn – flicka på picknick
- Petra Lamas – Magdalena
- Johanna Larsson – Britt

### Webbkällor
- Lustgården på Internet Movie Database (engelska)